# 萨拉·涅米
萨拉·涅米（芬蘭語：Saara Niemi，1986年1月1日—），芬兰女子冰球运动员。她曾代表芬兰参加2006年和2010年冬季奥林匹克运动会冰球比赛，其中2010年奥运会获得一枚铜牌。